# Bunny King
Bunny King為香港設計品牌Dream Capsule其下的一個卡通人物系列，於2007年創立。Bunny King是一隻愛瞪眼發呆的卡通兔仔。沒有天生異禀，卻是自然界的統治者。日常生活是四出旅行冒險，興趣是揮動那支來歷不明的骷髏權杖。毫無才能的Bunny King為何能成為大自然的統治者至今仍是個謎。

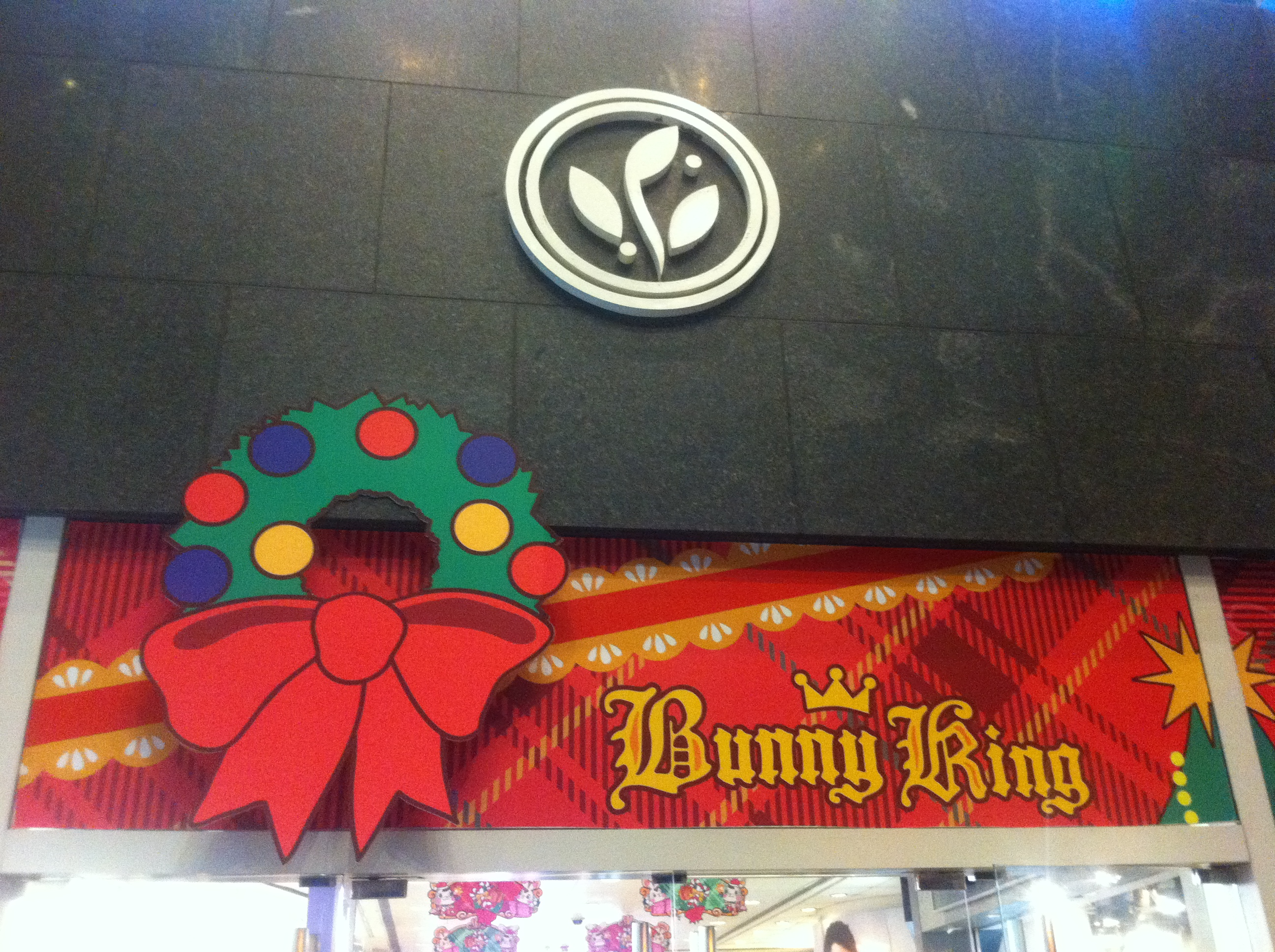
Bunny King在西寶城

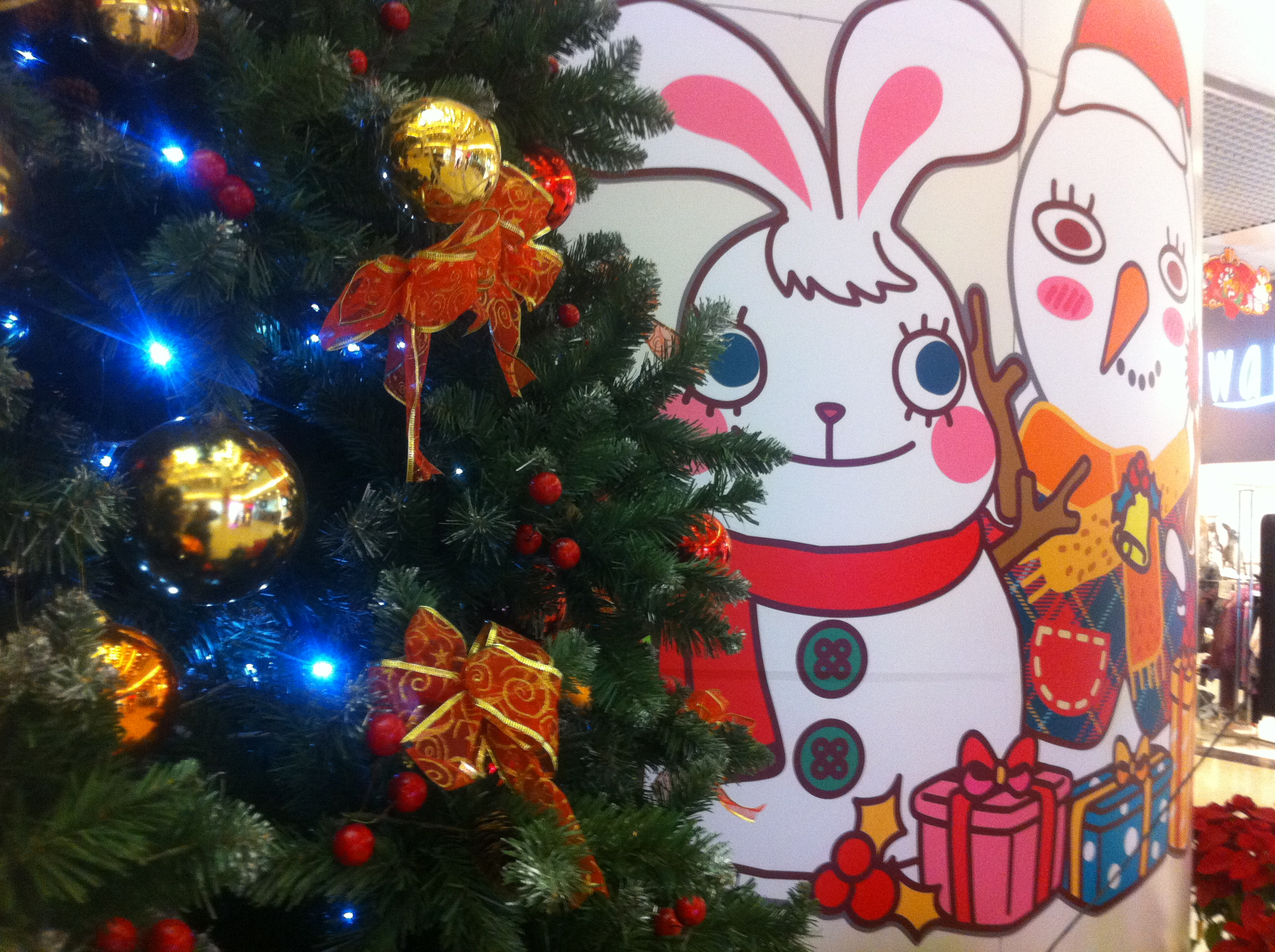
Bunny King在香港

## 名稱
Bunny King為角色原創名稱，在中國亦稱為"兔子皇"。

## Bunny King系列中的角色
| 名稱         | 身分               | 介紹 |
| ------------ | ------------------ | --- |
| Bunny King   | 主角               | 愛瞪眼發呆的兔子。沒有天生異稟，卻是自然界的統治者。日常生活是四出旅行冒險。興趣是揮動那支來歷不明的骷髏頭權杖。                                            |
| Bunny Queen  | Bunny King的女朋友 | Bunny King遊歷時結識的一位鄰國公主。溫柔、勇敢、喜歡自由，希望離開皇宮四處冒險，骷髏頭權杖初次見到她時，眼睛呈現♥型，令BK認定她就是自然界給予自己的另一半。 |
| Bunny Junior | Bunny King的弟弟   | 天真，常常輕信別人。喜歡和哥哥玩，但卻常給戲弄而毫不知情。自小被教導要愛護動物和朋友。                                                                      |
| Bunny仔      | Bunny King的隨從   | 看起來是發育不健全的兔仔，其實是自然界中最有個性的“跟班”。                                                                                                  |
| P仔          | Bunny King的坐騎   | 平常有點神經質，緊張時還會不禁放屁，但對Bunny King忠心耿耿。                                                                                                |
| Bird仔       | Bunny King的部下   | 在一眾同類中飛得最高，看得最遠。Bunny King欣賞牠的高瞻遠囑，是深受重用的“左右手” 。                                                                         |
| T仔          | Bunny Junior的寵物 | Bunny King送給弟弟之寵物，希望能阻止弟弟跟上自己冒險的步伐，被利用來牽制弟弟行動的工具。                                                                    |
| Foxxy        | Bunny King的玩伴   | 長期被Bunny King戲弄、爭玩具及被多次踐踏視為狐狸尊嚴的尾巴對Bunny King漸生積怨，故長大後以惡作劇還以顏色。特點：在尾巴打結，避免過長而被Bunny King踏尾巴。  |
| 骷髏頭權杖   | Bunny King的權杖   | 神秘骷髏頭權杖，只聽從主人命令。可以用作指南針及武器以攻擊敵人。另外眼睛會發光及分辨對方是否敵人 (但經常性失靈…)                                            |

## 《Bunny King Mini Challenges》手機遊戲
Bunny King首個手機遊戲《Bunny King Mini Challenges》(Andriod版（页面存档备份，存于）, iOS版（页面存档备份，存于）)於2015年面世，採用了８周年別傳故事作遊戲設定背景，以故事中的"進化人物"作遊戲角色。
遊戲有iOS和Android版，兩者皆可免費下載。
遊戲包括多個不同小遊戲，在每個角色各自的進化世界中進行。
在挑戰模式中可以賺取金幣在試身室內換購不同角色造型和道具創造自己的Bunny King家族人物場景。

## 活動年表

### 2007
初代Dream Capsule造型人物系列誕生; Bunny King, My Lady, Hani Team, Under the Bed，新銳的香港創意設計，與商業市場想融合，爲創意動漫帶來新鮮力量並首度於香港書展推出引來熱烈迴響。

### 2008
Dream Capsule 的足迹跨越香港，遍布中國各大城市，在上海，北京，杭州，廣州等地參與各大型國際性展會，並受到大眾與客戶的稱贊和認可。
4月 –	參展杭州中國國際動漫節

4月 –	Dream Capsule官方網站成立

6月 –	參展上海中國國際動漫遊戲博覽會

7月 –	於亞洲最大網絡零售商圈淘寶網開設商店

7月 –	參展香港書展

8月 –	參展香港動漫電玩節

8月 –	參與香港觀塘旗艦商場APM夜書市

9月 –	首度與香港大型商場合作主題活動：沙田新城市廣場一田百貨X Bunny King：暑假開心同樂日

10月–	參展廣州ACG穗港澳動漫遊戲節

10月–	國際性專業設計雜誌推出的特別版書籍《BOX》中介紹Dream Capsule系列

### 2009
Dream Capsule與多個商場在復活節，母親節，中秋等不同節日舉辦繽紛的主題活動，轟動全城。同時發展的步伐邁向江蘇和東北市場，並在廣州開設概念店。
1月 – 	於廣州家庭消閒刊物《都市人•成長雜誌》兒童版開始連載

3月 –	與香港信和集團聯手，于旗下多個商場作復活節主題布置，其中包括屯門市廣場的Bunny King復活節冒險之旅

4月 – 	參展香港禮品及贈品展

4月 – 	載譽重臨沙田新城市廣場一田百貨作主題活動：Bunny King親子部屋

5月 – 	加入網上最大社交網絡 - Facebook專頁啟用

6月 – 	南京水游城專櫃開業

7月 – 	參展香港書展

7月 – 	參展香港動漫電玩節

8月 – 	參展中國瀋陽ACG動漫遊戲展

9月 – 	於年輕人熱點旺角新之城作中秋及萬聖節主題佈置，受衆多游客和年輕人注目 – 新之城 X Bunny King：Bunny登陸moon之城 & Bunny Buddies搞乜鬼

9月 – 	廣州正佳廣場概念店開幕

11月– 	獲中國郵政誠邀設計Bunny King虎年賀卡

### 2010
Dream Capsule 全面開拓授權業務，業務延伸到日本，臺灣等地，産品種類和動畫資源不斷豐富，品牌産品熱銷海內外，品牌日益成熟，全面向多元化發展。
1月  –	首度參展香港國際授權展

3月  – 於廣州兒童消閒刊物《奇想EX》開始連載

4月  –	與香港尖沙咀都會海逸酒店合作舉行主題活動:Bunny King & Queen共度復活節

5月  – 第一輯Bunny King動畫片於互聯網上首播

5月  – 陸續進入廣東地區各大JUSCO開設Dream Capsule專櫃

7月  –	Dream Capsule産品沖出香港，銷往東南亞，包括新加坡和印尼地區

7月  – 參展臺北國際玩具創作大展

9月  – 日本東京國際禮品展

10月 – 參展廣州ACG穗港澳動漫遊戲節

10月 – 首度推出Facebook限時有獎遊戲 – Dream Photo Shot 吸引逾千人參加

12月 –　Bunny King限定産品進軍日本及臺灣地區，迅速成爲形象産品新寵

### 2011
Dream Capsule 受到日本，香港，廣州等各地媒體爭相報道，品牌形象和理念受到各地消費者和客戶的熱愛與歡迎。
1月  –  香港國際授權展

1月  –  香港多份報章雜誌刊登Dream Capsule及Bunny King新年活動的介紹，包括星島日報，頭條日報，新假期週刊，U Magazine

1月  –  於港人及旅客消閒熱點新城市廣場舉行大型新年活動New Town Plaza X Bunny King – Sweet Blossom Garden

2月  –  Bunny King成為香港知名招聘雜誌《招職》封面人物

3月  –  榮獲香港生產力促進局邀請為香港原創品牌代表之一出展跨產業「創」+「造」配對會

4月  –  於香港各大商場和百貨門市舉行復活節Bunny King有獎填色遊戲，其中包括Sogo, 吉之島, 千色百貨, 一田

4月  –  首次與國內廣場合作布置：廣州中華廣場“快樂復活節”主題布置

4月  –  香港各大吉之島同時推出復活節Bunny King主題佈置

5月  –  榮獲香港貿易發展局訪問，於香港貿易發展局週訊上分享作為香港原創品牌的心得

7月  –  蘇州久光百貨Dream Capsule專櫃開業 

7月  –  參展台北國際玩具創作大展

7月  –  參展香港書展

7月  –  Bunny King幼兒啟蒙識字卡和兒童消閒讀本

8月  –  參與香港觀塘旗艦商場APM夜書市

8月  –  Dream Capsule專櫃進駐香港人氣商場旺角朗豪坊

9月  –  Bunny King 成為全球知名的富通保險公司香港區兒童危疾保險代言人物

10月 –  Dream Capsule iPhone手機程式“Dream Capsule Wallpaper”面世

12月 –  Bunny King作為鄰近香港大學及高級住宅區的西寶城商場聖誕活動及佈置主題

### 2012
2012年為Dream Capsule誕生5週年，在展開多樣慶祝活動的同時，亦為旗下人物增添更多新元素和風格。
1月  –  香港國際授權展

3月  –  Dream Capsule專門店進駐深圳書城

4月  –  於置富Malls旗下十個商場舉行復活節活動：置富 Malls x Bunny King貴族歷奇

7月  –  參展日本授權展

7月  –  參展台北國際玩具創作大展

7月  –  參展香港書展

7月  –  參展香港動漫節

8月  –  在源自韓國的大熱網上遊戲《跑Online》年度嘉年華中披露與Bunny King首度合作的產品

8月  –  於香港購物熱點銅鑼灣Sogo舉行Bunny King週年慶祝活動

8月  –  Dream Capsule網站推出全新版本，加入網上商店版面

9月  –  Dream Capsule Facebook專頁支持者人數突破5000人

12月 –  於港灣豪庭廣場舉行聖誕節活動：Bunny King聖誕繽紛王國

### 2013
1月  –  香港國際授權展

7月  –  推出Bunny King與國際知名卡通Care Bears的聯名產品

7月  –  參展台北國際玩具創作大展

7月  –  與台灣Medialink和流浪動物之家合作跨界慈善活動，獲多位名人支持。

(參與創作者包括MP魔幻力量 嘎嘎、Mr. Usagi、Under Peace、who、女孩與機器人 Riin、四分衛樂團 虎神、四分衛樂團 阿山、四分衛樂團 奧迪、四分衛樂團 緯緯、林柏宏、張珈瑜、張睿家、曾少宗、黃子佼、塔倫提、滿人)

7月  –  參展香港書展

7月  –  參展香港動漫節

### 2014
1月  –  香港國際授權展

2月  –  正式啟動Instagram帳戶與粉絲進行交流

6月  –  在少女雜誌《Angel》開始漫畫連載

7月  –  參展香港書展

7月  –  參展香港動漫節

10月  –  參展台北國際玩具創作大展

### 2015
2015年為Bunny King誕生8週年，Dream Capsule繼續創新，作出了多樣不同的嘗試。
5月  –  舉辦Bunny King造型創作大賽

7月  –  於香港書展首次推出人物介紹出刊《Bunny King大圖鑑》,並聯同小樹苗教育出版社和青源文化推出不同書籍

9月  –  推出首個手機遊戲《Bunny King Mini Challenges》Android版

10月  –  參展台北國際玩具創作大展

12月  –  《Bunny King Mini Challenges》推出iOS版

## 相關
- 香港藝廊有限公司 （页面存档备份，存于）

## 外鏈參考
- Dream Capsule官方網站
- Dream Capsule Facebook Fan Page（页面存档备份，存于）
- Bunny King 動畫（页面存档备份，存于）
- 《跑Online》Bunny King入侵童話世界（页面存档备份，存于）
- Bunny King聖誕繽紛王國＠港灣豪庭廣場（页面存档备份，存于）
- 「Bunny King貴族歷奇」展覽 @置富Malls（页面存档备份，存于）
- 2011年 沙田新城市廣場 x Bunny King「甜蜜花園迎新春」（页面存档备份，存于）
- Bunny King 識字卡
- 招職:本地創作Bunny King 幕後設計師專訪
- Bunny King 散播幸福跨界義賣（页面存档备份，存于）
- 2013佼創作品6號<FIGHTING!3C的怪BUNNY KING>（页面存档备份，存于）
- License Global Care Bears Make New Friends in Asia（页面存档备份，存于）
- Licensing Biz!Care Bears team with Bunny King for limited-time partnership in Asia
- kidscreen Care Bears and Bunny King get cozy in Asia（页面存档备份，存于）
- Google Play - Bunny King Mini Challenges（页面存档备份，存于）
- iTunes - Bunny King Mini Challenges（页面存档备份，存于）
- Bunny King Mini Challenges - 巴哈姆特（页面存档备份，存于）